# Gymnotus inaequilabiatus
Tuvirão
Espèce
Synonymes
- Carapus inaequilabiatus Valenciennes, 1842[2]

Gymnotus inaequilabiatus (localement appelé Tuvirão) est une espèce de poissons de la famille des Gymnotidae et la plus grande du genre Gymnotus. Comme plusieurs autres espèces du genre, il a souvent été confondu avec Gymnotus carapo, de par leurs apparences et aires de répartition similaires.

## Description
Comme tous les poissons du genre, Gymnotus inaequilabiatus présente un corps allongé, droit, en forme d'anguille (d’où le nom de « poisson-couteau »). Les individus mesurent en moyenne 56 cm (dont 9,7 % en moyenne en longueur de tête) avec une taille maximale donnée à 99,8 cm. Souvent confondu avec d’autres espèces du genre, Gymnotus inaequilabiatus se distingue par les caractéristiques suivantes :
1. la présence de deux pores dans le canal latérosensoriel infraorbitaire, au coin dorsopostérieur du préopercule (également le cas dans de nombreuses espèces de Gymnotus) ;
2. une cavité corporelle longue (45–46 vertèbres précaudales) ;
3. des dents buccales incurvées à leur extrémité (c.-à-d. pliées vers l’extérieur ; également chez G. paraguensis et G. tigre) ;
4. une membrane postérieure de la nageoire anale striée ;
5. une distance interorbitaire large (46,1–50,8 % de la longueur de la tête);
6. des écailles au-dessus de la ligne latérale au milieu du corps allongées sur leur axe long, plus de 1,5 fois plus longues que larges.

Gymnotus inaequilabiatus se distingue davantage de Gymnotus henni, Gymnotus paraguensis et Gymnotus tigre par la présence de bandes de pigment foncé brisées en mouchetures ou taches sur la moitié ou plus de leur longueur.
La partie dorsale du corps (epaxiale) présente du vert clair, du gris ou du jaune. La partie ventrale quant à elle prend une légère teinte rose.

## Distribution
Gymnotus inaequilabiatus est un poisson d’eau fraiche, évoluant surtout en zone benthopélagique des espaces subtropicaux.
Dans le Pantanal brésilien, Gymnotus inaequilabiatus évolue surtout dans les zones marginales des baies, formées par les inondations des affluents du Paraguay et du Parana, dans le bassin de La Plata avec une végétation aquatique abondante. Son aire de répartition exacte reste cependant assez mal connue.

## Taxonomie et phylogénie
L’espèce a été décrite pour la première fois en 1839 par le zoologiste français Achille Valenciennes (1794-1865) sous le protonyme de Carapus inaequilabiatus. Le spécimen décrit (MNHN 4615), recueilli à « La Plata », en Argentine en 1829, est entreposé au Muséum national d'Histoire naturelle de Paris.
Des études récentes relèvent cependant qu’il existe un écart substantiel dans la taille des spécimens étudiés actuellement et celui décrit par Valenciennes en 1847 (92 cm lorsque déroulé et pressé à plat, alors que la description originale rapporte une longueur de 60 cm). Même en tenant compte changements de longueur possibles dus à la conservation.
Néanmoins, aucun autre spécimen de Gymnotus décrit au Muséum national d'histoire naturelle ne correspond à la description et à l'illustration d'origine. Compte-tenu du temps passé entre la capture du poisson et la publication de l’article original, il est également possible que Valenciennes ait rédigé ses descriptions sur la base d’anciens dessins et de notes manuscrites, augmentant ainsi le risque d'erreur dans l’article.

## Étymologie
Son épithète spécifique, du latin inequalis, « inégal », et labiatus, « lèvres », fait référence à la mâchoire inférieure qui dépasse la mâchoire supérieure et qui présente des lèvres épaisses alors que la mâchoire supérieure n'en a pas.